# کونزانو
کونزانو (به ایتالیایی: Conzano) یک کومونه در ایتالیا است که در استان آلساندریا واقع شده‌است.

## خصوصیات
کونزانو ۱۱٫۶۲ کیلومترمربع مساحت و ۱٬۰۰۴ نفر جمعیت دارد و ۲۶۲ متر بالاتر از سطح دریا واقع شده‌است.